# Peter Bree
Peter Bree (Driebergen-Rijsenburg, 23 september 1949) is een Nederlandse hoboïst en radiopresentator.

## Levensloop
Bree kreeg zijn eerste hobolessen van John Schreuder en debuteerde op zijn vijftiende. Hij studeerde daarna Engelse taal- en letterkunde aan de Rijksuniversiteit Groningen. Vervolgens studeerde hij vanaf 1973 hobo aan het Amsterdams Muzieklyceum (het huidige Conservatorium van Amsterdam) bij Han de Vries. Na het behalen van zijn solo-diploma en de aantekeningen althobo en kamermuziek in 1979 studeerde hij verder in Londen bij Neil Black, met een beurs van het toenmalige ministerie van Cultuur, Recreatie en Maatschappelijk Werk.
Bree werkte enkele jaren als docent Engels op middelbare scholen in Amsterdam. Daarna kwam hij als hoboïst in dienst bij de NOS; hier speelde hij onder meer in het Metropole Orkest. Uiteindelijk concentreerde hij zich voornamelijk op solo- en kamermuziek en maakte hij verscheidene radio- en cd-opnamen, onder meer van verschillende aan hem opgedragen composities (van onder anderen Edmund Rubbra, Abel Ehrlich, Jan Koetsier, Leo Samama en Ruud Bos) en de complete hobosonates van François Devienne, waarvan hij samen met dr. Bernard Rose (Magdalen College, Oxford) een editie verzorgde. In 1981 ontving hij de Zilveren Vriendenkrans van de vereniging Vrienden van het Concertgebouw en het Koninklijk Concertgebouworkest. Ook in 1981 werd hij uitgenodigd zijn lp met werken van Rubbra, Britten and anderen samen met pianist Paul Komen aan te bieden aan H.M. Queen Elizabeth The Queen Mother in Royal Lodge, haar residentie in Windsor Great Park. In 1988 verleende the Marquis Giuseppe Scicluna International University Foundation in Delaware en Malta hem een eredoctoraat in muziek (DMus Hon) "for services to music". Hij heeft recitals gegeven in Amsterdam (Kleine Zaal, Concertgebouw), Londen (Purcell Room, 1979; Wigmore Hall, 1981), Parijs (institut Néerlandais, 1979) en Frankrijk (Festival de Palluau-sur-Indre). Hij gaf de eerste uitvoering in Nederland van Grace Williams' Carillons (1980, met het Promenade Orkest onder Jan Stulen) en van Michael Berkeley's Hoboconcert (1984, met het Radio Kamerorkest onder Richard Hickox); beide concerti werden voor de radio opgenomen. In 1994 is hij gestopt met hobospelen.
Bree werkte van 1980 tot 1983 als radioproducer bij de AVRO en vervolgens als radiopresentator en -producer van 1984 tot 1992 bij de Veronica Omroep Organisatie, van 1994 tot 1998 bij Concert Radio en daarna vanaf 1998 weer bij de AVRO. Tot eind 2010 is hij te horen geweest als presentator van klassieke programma's en concertuitzendingen op Radio 4.
In 1980 richtte hij samen met Yehudi Menuhin (Lord Menuhin of Stoke d'Abernon) de stichting Live Music Now Nederland op, waarvan hij tot 1985 vicevoorzitter was. Vanaf 1987 was hij voorzitter van The Academy of the Begijnhof, Amsterdam. Hij was medewerker (artikelen/interviews/recensies) aan het platenblad Disk in 1991/92, lid van de jury voor de Edison Klassiek in 1996 en 1997, lid van de adviescommissie van het Thuiskopie Fonds in 1999 en 2000. In 1986/87 was hij als vertegenwoordiger van de Nederlandse omroepen lid van de jury van het Bratislava International Music Festival. Hij maakte deel uit van het Comité d'Honneur de l'Association Internationale de Musique (Frankrijk) en van 1990 tot 1995 ook van het bestuur van de stichting die het Internationale Dubbelriet Festival 1995 in Rotterdam organiseerde (onder auspiciën van de International Double Reed Society). Van 2001 tot 2009 was hij bestuurslid en voorzitter van de artistieke commissie van de Nederlandse Bachvereniging. Op zijn initiatief is een nieuwe brug aan de Amsterdamse Zuidas vernoemd naar de componist Lex van Delden; de brug (van architecte Liesbeth van der Pol) werd op 15 oktober 2013 geopend. Medio 2017 werd hij door een hersenbloeding/CVA getroffen.
In 2011 stelde hij een cd-box samen ter gelegenheid van de zeventigste verjaardag van Han de Vries, getiteld Han de Vries: The Radio Recordings (Oboe Classics). In 2017 werd hieraan ter gelegenheid van de vijfenzeventigste verjaardag van De Vries een tweede cd-box toegevoegd, met de titel Han de Vries: The almost last recordings (Attacca Records).

## Plaatopnamen
- Met conservatoriumkamerorkest en fluitist Leo Samama (Fasch Hobo & Fluit Concerto), 1975 (D&S 6810.765)
- Met sopraan Christine Harvey (Bach), 1975 (Mirasound SGLP 6121)
- Met Chr. Gem. Zangvereniging Jubilate Deo, Woudenberg (Handel, Mendelssohn), 1978 (STH Records MC 8227; heruitgegeven op cd als SNT-CD 8158)
- Met Telemann Ensemble (Telemann), 1981 (CRCI 180542; heruitgegeven op cd door Etcetera Records KTC 1083)
- Met organist Jaap Zwart jr. (Marais, Rheinberger, Handel, Koetsier, Pierné), 1981 (CRCI 180541)
- Met pianist Jan Slothouwer (Louis Andriessen), 1981 (Phonogram/BFO 6814.482)
- Met pianist Paul Komen (Rubbra, Britten, Grabert, Röntgen), 1981 (CRCI 180550; heruitgegeven op cd door Etcetera Records KTC 1074)
- Met pianist Paul Komen (Andriessen, Jacob, Britten, Koetsier, Grovlez, Bos), 1982 (CRCI 180620)
- Met Wegenbouwkapel Nederland (Ted Huggens' Treble Concerto), 1983 (Mirasound 20.5080; heruitgegeven op cd door Eurosound ES 46.950 CD)
- Met Roderick Shaw, fortepiano (Devienne Sonates), 1990/91 (coproductie Bayerische Rundfunk / Etcetera Records) (Etcetera Records KTC 1084 / KTC 1106, samen opnieuw uitgebracht als KTC 2506)